# شهرستان کیاسوفسکی
شهرستان کیاسوفسکی (به لاتین: Kiyasovsky District) یک شهرستان در روسیه است که در اودمورتیا واقع شده‌است.